# Osvaldo Mendoza
Osvaldo Mendoza (Lambaré, Paraguay; 23 de marzo de 1981) es un exfutbolista paraguayo. Jugaba de delantero.

## Clubes
| Club                 | País        | Año         |
| -------------------- | ----------- | ----------- |
| San Lorenzo          | Paraguay    | 1999 - 2001 |
| Tacuary              | Paraguay    | 2002        |
| Deportivo Recoleta   | Paraguay    | 2003        |
| Tembetary            | Paraguay    | 2004        |
| 3 de Noviembre       | Paraguay    | 2005        |
| Sportivo Trinidense  | Paraguay    | 2006        |
| Textil Mandiyú       | Argentina   | 2006 - 2007 |
| Silvio Pettirossi    | Paraguay    | 2008        |
| FAS                  | El Salvador | 2008 - 2009 |
| Isidro Metapán       | El Salvador | 2009        |
| Sportivo Trinidense  | Paraguay    | 2010 - 2011 |
| Sport Colombia       | Paraguay    | 2011 - 2012 |
| Atlético Bucaramanga | Colombia    | 2013        |